# Triplectides indicus
Triplectides indicus är en nattsländeart som först beskrevs av Walker 1852.  Triplectides indicus ingår i släktet Triplectides och familjen långhornssländor. Inga underarter finns listade i Catalogue of Life.